# Stevenson Savart
Stevenson Savart (* 11. Mai 2000 in Haiti) ist ein französisch-haitianischer Skilangläufer.

## Biographie
Savart wurde im Alter von drei Jahren von einem französischen Ehepaar adoptiert und wuchs in La Bresse in den Vogesen auf, wo bereits als Kind mit dem Langlaufsport in Berührung kam. Sein internationales Renndebüt feierte er am 1. Dezember 2017 bei einem Juniorenrennen in Prémanon, damals noch für den französischen Skiverband.
Mit Beginn der Saison 2022/23 wechselte Savart zum haitianischen Skiverband. Am 28. Januar 2023 bestritt er in Les Rousses sein erstes Weltcuprennen, wobei er im Sprint als 62. und Vorletzter bereits in der Qualifikation ausschied.
Einen Monat später nahm Savart zum ersten Mal an Nordischen Skiweltmeisterschaften teil. Bei den Wettkämpfen in Planica konnte er sich für das Freistilrennen über 15 km qualifizieren, wobei er den 91. Platz belegte. Im Team Sprint erreichte er gemeinsam mit Theo Mallett Rang 31.
Neben seiner sportlichen Laufbahn machte Savart eine Ausbildung zum Tischler.

## Erfolge

### Weltmeisterschaften
- Planica 2023: 31. Team Sprint, 85. Sprint, 91. 15 km Freistil
- Trondheim 2025: 35. Team Sprint, 69. Sprint, 80. 10 km klassisch, DNF 50 km Massenstart Freistil